# Jardin botanique Lankester
Le Jardin botanique Lankester est un jardin botanique situé à Cartago, dans le canton de Paraiso de la province de Cartago, au Costa Rica.
Ce jardin d'une superficie de 10,7 hectares appartient à l'Université du Costa Rica. Il possède une collection d'orchidées parmi les plus importantes du monde.

## Histoire
L'histoire du Jardin botanique Lankester se remonte à la décennie de 1940 dans laquelle le naturaliste et orchidologue britannique, Charles H. Lankester, s'est intéressé dans l'étude et la culture des plantes épiphytes du Costa Rica. Comme botaniste il a collaboré avec les orchidologues les plus notoires de son temps et a consacré sa vie à la création d'un jardin privé dans sa propriété. Après sa mort, l'importance de préserver son jardin est devenue évidente. Avec les efforts communs de la American Orchid Society (Société américaine des orchidées) et de l'association Stanley Smith Horticultural Trust, le jardin fut mis sous la tutelle de l'Université du Costa Rica le 2 mars 1973, avec la promesse de le transformer en jardin botanique, ce qui fut fait sous la direction de la botaniste Dora Emilia Mora de Retana, orchidologue, professeure à l'université et nommée en 1979 première directrice du jardin botanique.
Aujourd'hui, le Jardin botanique Lankester est une des institutions botaniques plus actives et plus importantes du néotropique, en promouvant la conservation des orchidées du Costa Rica.

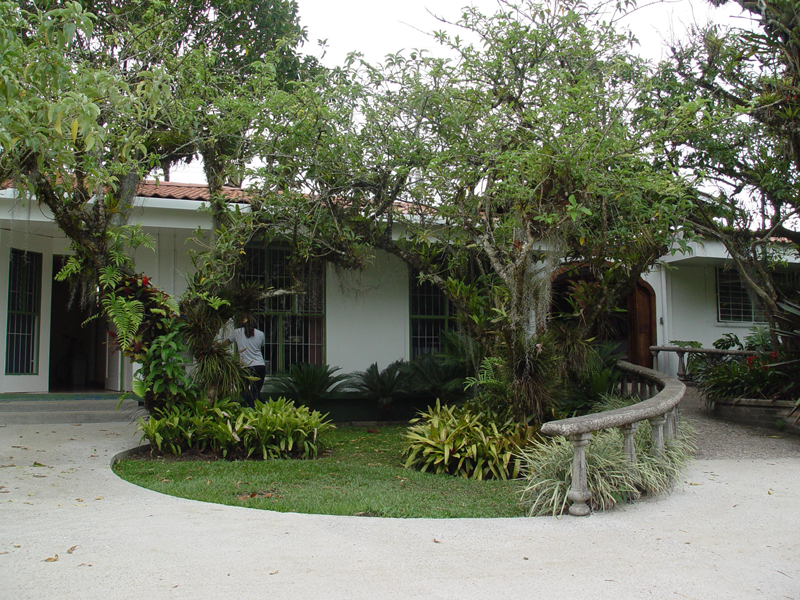
Vue du Jardin botanique Lankester.

## Collections

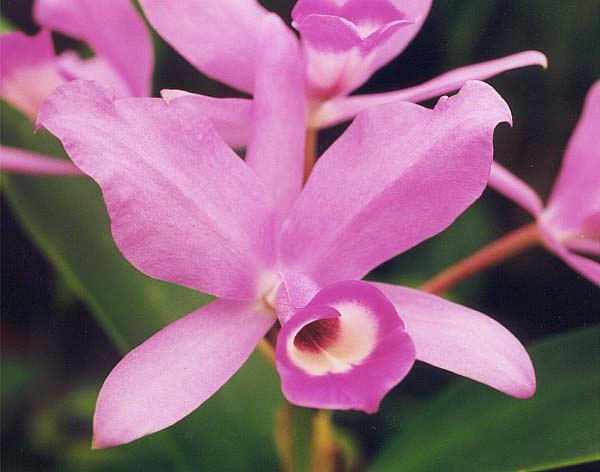
Guarianthe skinneri, La fleur nationale du Costa Rica, se trouve dans le Jardin botanique Lankester.

Le Jardin botanique Lankester a une des majeures collections de sa classe au monde, avec presque 15000 spécimens d'orchidées catalogués, de quelque 1000 espèces, la plupart desquelles sont natives de l'Amérique Centrale.
Bien que toutes les espèces ne fleurissent pas à la même époque, c'est entre février et avril que coïncident les floraisons de la plupart des espèces.
Le jardin botanique a aussi d'autres collections de plantes tropicales:
- Collection de palmiers, d'origines diverses et une collection des palmiers qui grandissent dans la partie la plus sombre du bois secondaire.
- Bambous, avec une des collections les plus importantes du pays avec un bois de Phyllostachys aurea.
- Heliconias, avec une collection de plus de 100 espèces natives et exotiques qui grandissent avec des espèces similaires telle que l'oiseau du paradis, le Marantaceae, la Musaceae et le Zingiberaceae.
- Cactus et succulentes, avec des plantes de cactus, agave, Crassulaceae, Euphorbiaceae et Liliaceae.
- Bromeliaceae
- Un bois en reforestation avec de très diverses espèces de quelque 6 hectares d'extension qui grandit sans aucun obstacle depuis 1973, dans d'anciens pâturages.

## Activités
Sous la tutelle de l'université du Costa Rica, le jardin organise des cours où on peut apprendre tout le référent sur la culture des orchidées, utiliser des plantes médicinales, ainsi qu'apprendre à identifier les oiseaux, les insectes et les papillons qui se trouvent abondamment dans le jardin.